# Macrobrachium thysi
Macrobrachium thysi är en kräftdjursart som beskrevs av Powell 1980. Macrobrachium thysi ingår i släktet Macrobrachium och familjen Palaemonidae. Inga underarter finns listade i Catalogue of Life.